# Finsk bosättning i Karlskogaområdet
Finsk bosättning i Karlskogaområdet utgör en historisk aspekt av Karlskogas historia. Den finländska närvaron har en flera hundra år lång historia i Karlskoga i östra Värmland. 
Området, som förr hette Möckelsbodar, befolkades ursprungligen av skogsfinnar i viss utsträckning från 1500-talet och framåt. En annan våg med finländare kom under mitten av 1900-talet, då arbetare sökte sig till industrin i Karlskoga. 

## Historia

### Skogsfinnar
Den finska bosättningen i Karlskoga var, tillsammans med Tiveden och Ångermanland, några av de första områdena i Sverige som befolkades av skogsfinnar. När skogsfinnarna bosatte sig i Bergslagen, inklusive Karlskoga socken, skapades incitament att uppföra kyrkor eftersom befolkningen då ökade.
Skogsfinsk nybyggnation kan spåras till 1580-talets början då stora arealer av Karlskogaområdet utgjordes av ödemarker. Enligt en forskningsrapport från Karlstads universitet finns indicier på att den till Karlskoga ditflyttade skogsfinska befolkningen var styrd av den så kallade överheten.

### Namn
Den finska bosättningen i Karlskoga skiljer sig från de övriga finnmarkerna när det kommer till att tidigare omfamna användandet av patronymikon. I Karlskoga fick inte de finska efternamnen något vidare fäste, utan lär ha fasats ut tidigt. Forskare känner endast till ett fåtal finska efternamn som bars av skogsfinnar i Karlskogaområdet. Bland dem märks namnen Tarvainen och Korpinen.
Finnebäck, Finnängen och Paskemossen är platser som minner om de svedjefinnar som en gång i tiden bosatte sig i socknen.

### Arbetskraftsinvandring
Under 60-talet annonserade Bofors om arbetarbrist inom hela bolaget. Många finländare kom till Karlskoga och industrierna däromkring under 1960-talet. Det finns en finsk förening (finska: Karlskogan Suomi Seura) i stadsdelen Karlberg, bildad 1961.
I Karlskoga kommun finns också ett sverigefinskt råd, och densamma inkluderades i förvaltningsområdet för finska år 2012.
År 2024 tilldelades Karlskoga kommun utmärkelsen "årets sverigefinska kommun".

## Befolkningsutveckling
Före 1610 utgjordes cirka 14 procent av nybyggarna av finska inflyttare till Karlskoga.
Åren 1579–1582 bosatte sig fem finnar i dåvarande Möckelsbodar, liksom ett flertal i periferin de följande åren.
| Personer i Karlskoga kommun födda i Finland 2000–2023 | Personer i Karlskoga kommun födda i Finland 2000–2023 | Personer i Karlskoga kommun födda i Finland 2000–2023 | Personer i Karlskoga kommun födda i Finland 2000–2023 | Personer i Karlskoga kommun födda i Finland 2000–2023 |
| ----------------------------------------------------- | ----------------------------------------------------- | ----------------------------------------------------- | ----------------------------------------------------- | ----------------------------------------------------- |
|                                                       |                                                       |                                                       |                                                       |                                                       |
| År                                                    |                                                       |                                                       | Folkmängd                                             |                                                       |
| 2000                                                  | 2000                                                  |                                                       | 1 257                                                 |                                                       |
| 2001                                                  | 2001                                                  |                                                       | 1 229                                                 |                                                       |
| 2002                                                  | 2002                                                  |                                                       | 1 209                                                 |                                                       |
| 2003                                                  | 2003                                                  |                                                       | 1 209                                                 |                                                       |
| 2004                                                  | 2004                                                  |                                                       | 1 190                                                 |                                                       |
| 2005                                                  | 2005                                                  |                                                       | 1 173                                                 |                                                       |
| 2006                                                  | 2006                                                  |                                                       | 1 171                                                 |                                                       |
| 2007                                                  | 2007                                                  |                                                       | 1 162                                                 |                                                       |
| 2008                                                  | 2008                                                  |                                                       | 1 139                                                 |                                                       |
| 2009                                                  | 2009                                                  |                                                       | 1 117                                                 |                                                       |
| 2010                                                  | 2010                                                  |                                                       | 1 112                                                 |                                                       |
| 2011                                                  | 2011                                                  |                                                       | 1 096                                                 |                                                       |
| 2012                                                  | 2012                                                  |                                                       | 1 072                                                 |                                                       |
| 2013                                                  | 2013                                                  |                                                       | 1 043                                                 |                                                       |
| 2014                                                  | 2014                                                  |                                                       | 1 019                                                 |                                                       |
| 2015                                                  | 2015                                                  |                                                       | 984                                                   |                                                       |
| 2016                                                  | 2016                                                  |                                                       | 958                                                   |                                                       |
| 2017                                                  | 2017                                                  |                                                       | 935                                                   |                                                       |
| 2018                                                  | 2018                                                  |                                                       | 912                                                   |                                                       |
| 2019                                                  | 2019                                                  |                                                       | 884                                                   |                                                       |
| 2020                                                  | 2020                                                  |                                                       | 867                                                   |                                                       |
| 2021                                                  | 2021                                                  |                                                       | 841                                                   |                                                       |
| 2022                                                  | 2022                                                  |                                                       | 815                                                   |                                                       |
| 2023                                                  | 2023                                                  |                                                       | 790                                                   |                                                       |